# Antoni Pacyfik Dydycz

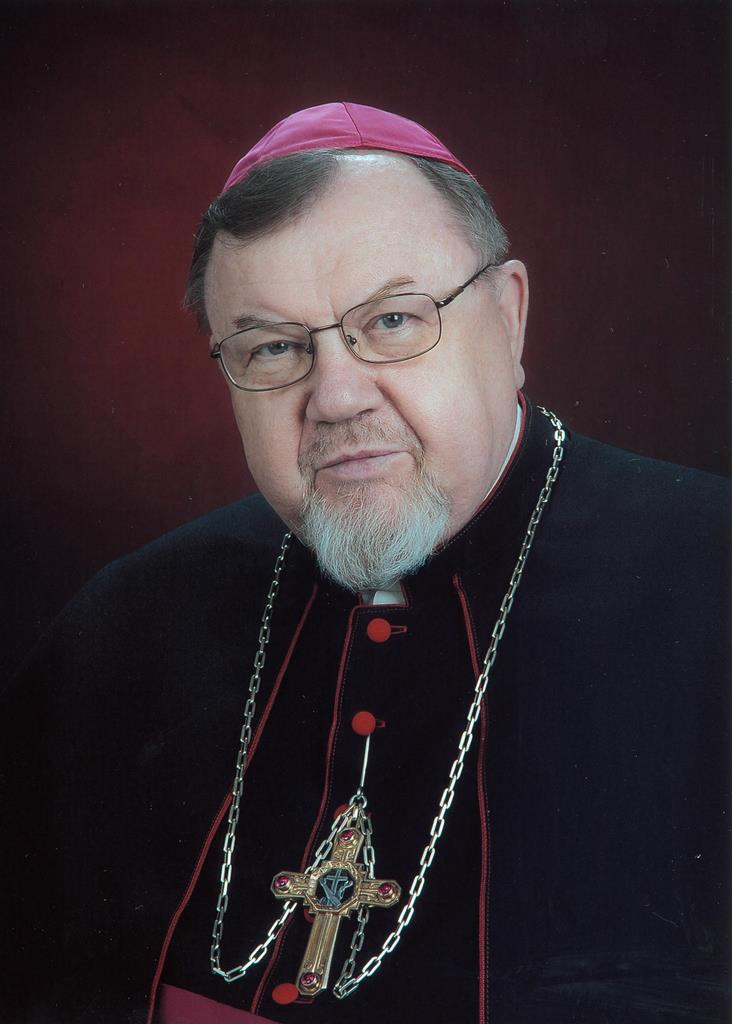
Antoni Pacyfik Dydycz OFMCap

Antoni Pacyfik Dydycz (Serpelice, 24 augustus 1938) is een Pools Rooms-katholiek bisschop. Van 1994 tot 2014 was  hij bisschop van Drohiczyn.

## Kerkelijke carrière
Dydycz, een lid van de Kapucijnen, werd op 29 juni 1963 tot priester gewijd. Op 20 juni 1994 werd hij aangesteld als bisschop van Drohiczyn. Op 10 juli datzelfde jaar werd hij tot bisschop gewijd door Józef Kowalczyk, apostolisch nuntius in Polen, met de aartsbisschop van Białystok, Stanislaw Szymecki, en de aartsbisschop emeritus van Camerino-San Severino Marche, Francesco Gioia, als co-consecrators. 
Op 29 maart 2014 ging hij met emeritaat na het bereiken van de pensioenleeftijd van 75 jaar. 